# Maxime Limbombe
Maxime Limbombe (19 december 2003) is een Belgisch voetballer die onder contract ligt bij Lierse Kempenzonen.

## Carrière
Limbombe ruilde de jeugdopleiding van KVC Westerlo in 2018 voor die van Lierse Kempenzonen. Op 22 januari 2021 maakte hij zijn officiële debuut in het eerste elftal van laatstgenoemde club: in de competitiewedstrijd tegen Club NXT viel hij in de 83e minuut in voor Jamal Aabbou. Een paar dagen eerder had hij zijn eerste profcontract ondertekend bij de club. Op 17 april 2021 kreeg hij zijn eerste basisplaats: op de voorlaatste competitiespeeldag liet trainer Tom Van Imschoot hem starten tegen RFC Seraing.
In 2022 had Limbombe een aflopend contract bij Lierse Kempenzonen, maar uiteindelijk bond de club hem toch langer aan zich.

## Clubstatistieken
| Seizoen         | Club               | Land            | Competitie      | Competitie | Competitie | Beker | Beker | Supercup | Supercup | Europees | Europees | Totaal | Totaal |
| Seizoen         | Club               | Land            | Competitie      | Wed.       | Dlp.       | Wed.  | Dlp.  | Wed.     | Dlp.     | Wed.     | Dlp.     | Wed.   | Dlp.   |
| --------------- | ------------------ | --------------- | --------------- | ---------- | ---------- | ----- | ----- | -------- | -------- | -------- | -------- | ------ | ------ |
| 2020/21         | Lierse Kempenzonen | Vlag van België | Eerste klasse B | 5          | 0          | 0     | 0     | —        | —        | —        | —        | 5      | 0      |
| 2021/22         | Lierse Kempenzonen | Vlag van België | Eerste klasse B | 1          | 0          | 0     | 0     | —        | —        | —        | —        | 1      | 0      |
| 2022/23         | Lierse Kempenzonen | Vlag van België | Eerste klasse B | 0          | 0          | 1     | 0     | —        | —        | —        | —        | 1      | 0      |
| Carrière totaal | Carrière totaal    | Carrière totaal | Carrière totaal | 6          | 0          | 1     | 0     | 0        | 0        | 0        | 0        | 7      | 0      |

Bijgewerkt op 14 februari 2023.

## Privé
- Maxime Limbombe is de jongere broer van profvoetballers Stallone, Anthony en Bryan.

1 Teunckens ·
2 De Schrijver ·
3 Marijnissen ·
5 Laes ·
6 Swinnen ·
8 Van Acker ·
9 S. Limbombe ·
10 De Schryver ·
11 Liongola ·
12 De Smet ·
13 Teunen ·
14 Maes ·
16 Maesen ·
19 Kieboom ·
20 Vanderhallen ·
23 Boone ·
36 Leyssens ·
42 Sampers ·
64 Vanuffelen ·
70 El Touile ·
77 Masaki ·
Naessens ·
Hendrickx ·
Coach: Van Imschoot
· Assistent-coach: Van Kerckhoven